# Saint-Georges-de-Gréhaigne
Saint-Georges-de-Gréhaigne è un comune francese di 349 abitanti situato nel dipartimento dell'Ille-et-Vilaine nella regione della Bretagna.

## Società

### Evoluzione demografica
Abitanti censiti